# Den välsignade jungfru Marias insomnandes ortodoxa kyrka, Czyże
Den välsignade jungfru Marias insomnandes ortodoxa kyrka, (polska: Cerkiew Zaśnięcia Najświętszej Maryi Panny) är en polsk-ortodox församlingskyrkobyggnad belägen i byn Czyże, i Podlasiens vojvodskap, i östra Polen.
Kyrkan är helgad åt Guds moders avsomnande och tillhör Warszawas och Bielsks stift.

## Historik
Tidigare stod det en äldre träkyrka från 1800-talet på samma plats där den nuvarande står, som brann ner år 1984.
Den nuvarande kyrkan började byggas samma år som träkyrkan brann ner och stod klar 1993, då den invigdes den 27 augusti.
Kyrkan byggdes enligt ritningar av Michał Bałasz.

## Kyrkan
- Byggnaden har en yta på 569 m² och en höjd på 33,5 m.

- De som arbetade med kyrkans interiör var Jarosław Wiszenko, Mikołaj Bakumienko och ikonerna på ikonostasen av Aleksander Łoś och Wiktor Downar. Arbetet med interiören slutfördes 1996.

## Bilder

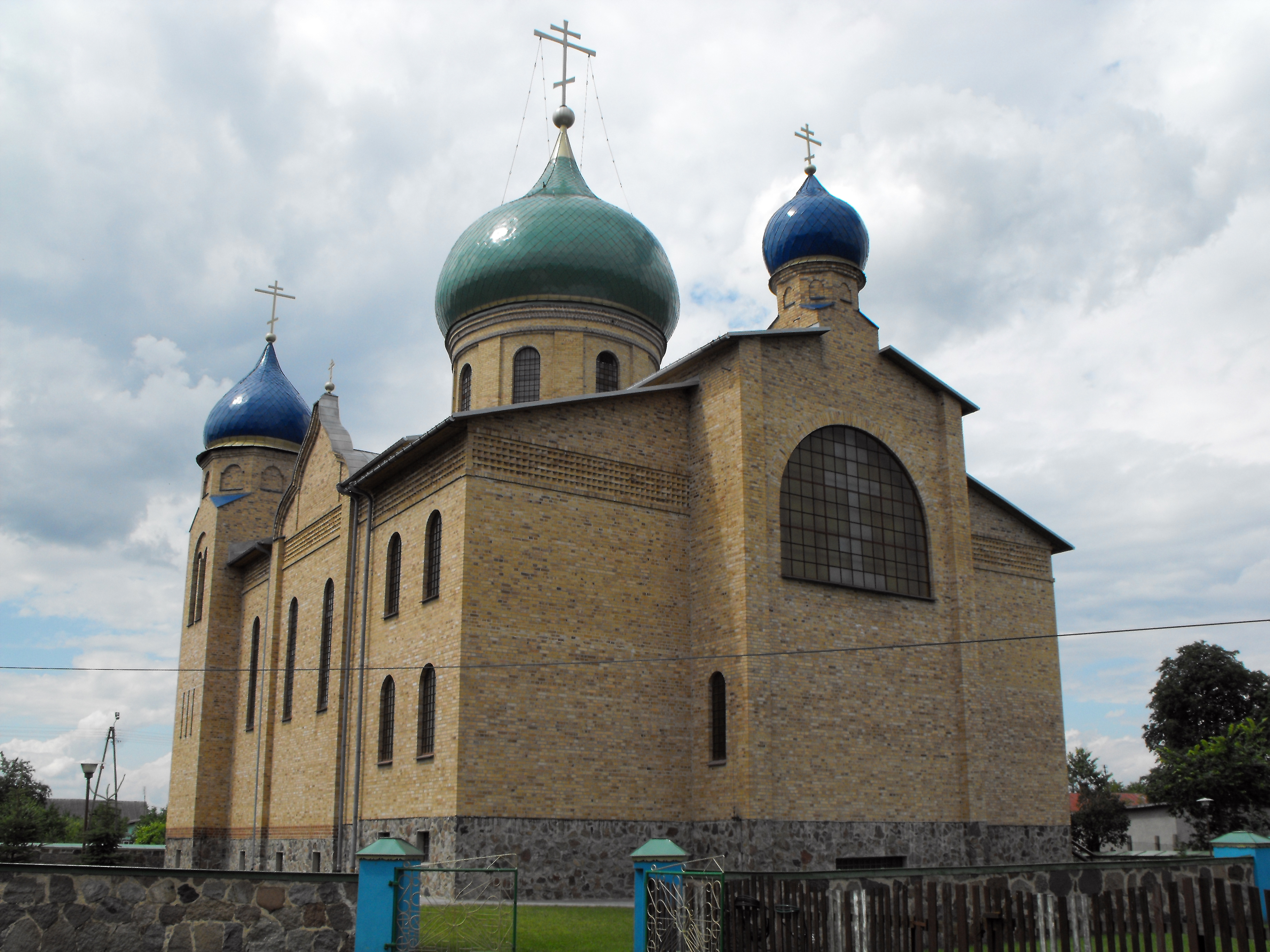
Baksidan.
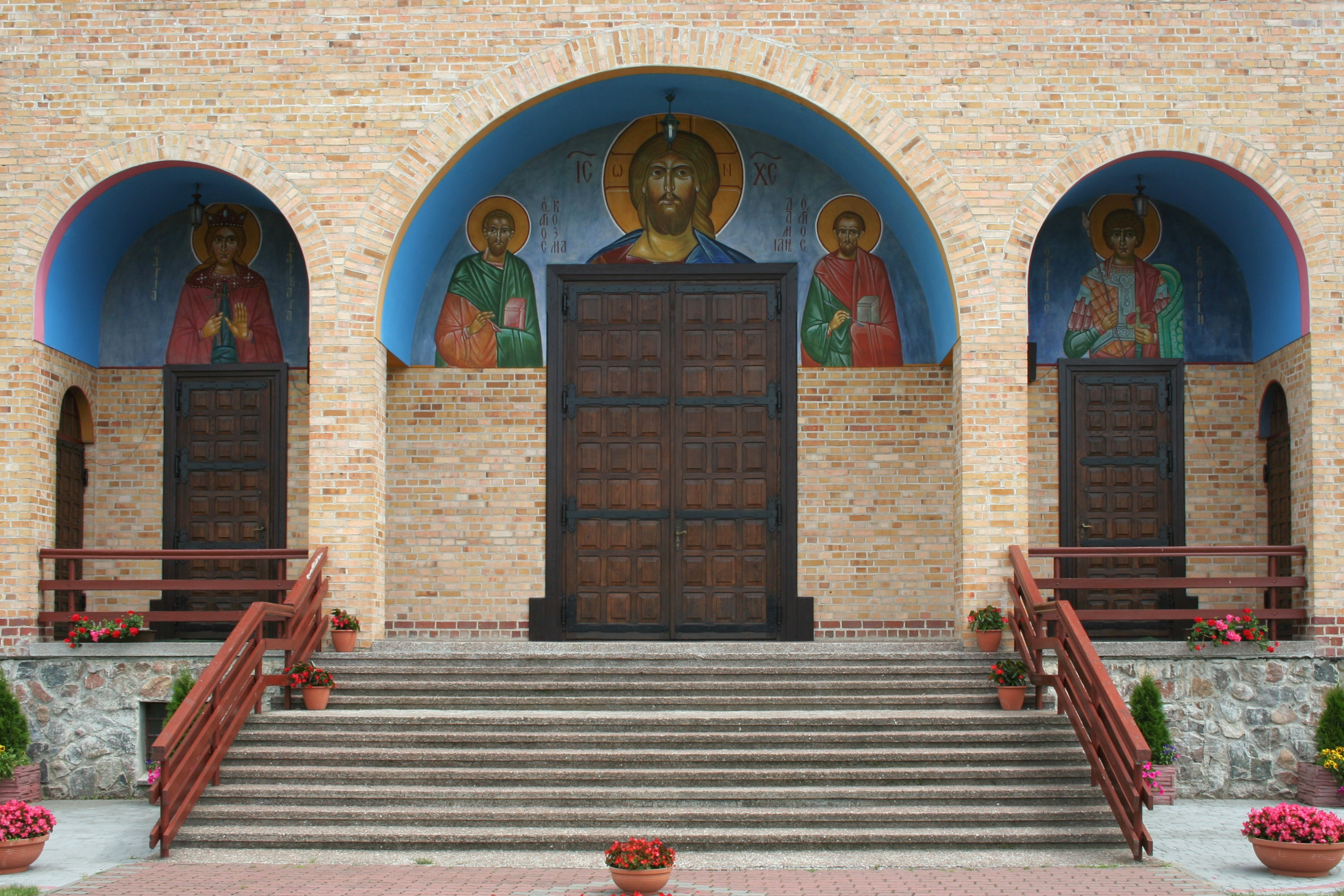
Entrén.